# Durhamfängelset

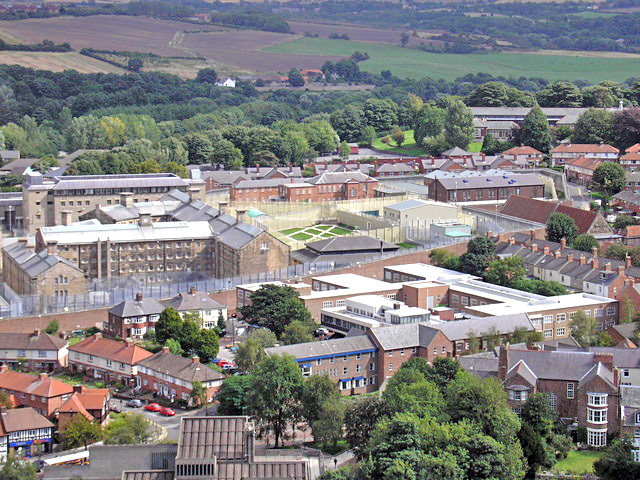

Durhamfängelset är ett fängelse i Durham i England som driva av Her Majesty's Prison Service. Fängelset öppnade i början av 1800-talet och har genom åren haft båda manliga och kvinnliga fångar, i dag har fängelset bara manliga fångar. Här ägde även avrättningar rum 1869-1958.

## Kända fångar (i urval)
- Ian Brady
- Mary Ann Cotton
- Sandra Gregory
- Myra Hindley
- Ronald Kray
- John McVicar
- Rosemary West